# Maria van Brabant (1226-1256)

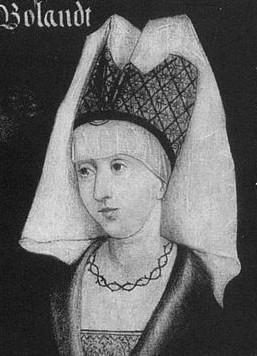
Maria van Brabant werd door haar man Lodewijk II van Beieren onthoofd. Tot op vandaag gebeuren theaterstukken rond deze intrige.

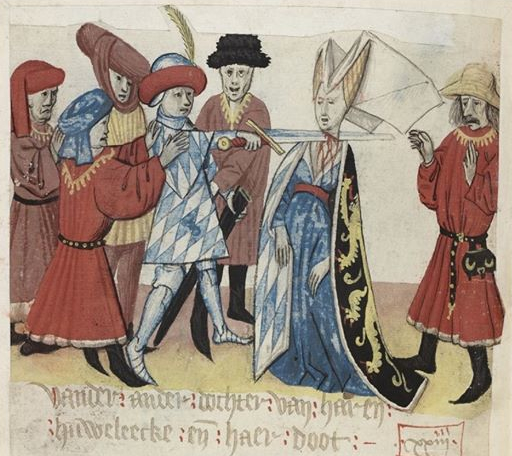
Miniatuur van de echtelijke moord in een handschrift van de Brabantsche Yeesten

Maria van Brabant (Leuven, 1226 - Donauwörth, 18 januari 1256) was een Brabantse prinses die gehuwd was met Lodewijk II, hertog van Opper-Beieren en paltsgraaf aan de Rijn. Door haar huwelijk behoorde ze tot het adellijk geslacht Wittelsbach.
Na twee jaar liet Maria's echtgenoot haar onthoofden.

## Familie
Maria was de dochter van hertog Hendrik II de Grootmoedige van Brabant met zijn eerste vrouw Maria van Zwaben. In 1254 trouwde zij in Landshut met Lodewijk II van Beieren, later Lodewijk de Strenge genoemd. Het huwelijk duurde twee jaar en was kinderloos. 

## Donauwörth
In 1255 maakte Maria de splitsing van het hertogdom Beieren mee, waarbij Lodewijk hertog van Opper-Beieren en paltsgraaf aan de Rijn werd. Lodewijk werd bovendien keurvorst. Eind 1255 trok Lodewijk naar zijn veraf gelegen gebied van de Rijnpalts om met geweld de orde te herstellen. Maria en haar gevolg reisden mee. Lodewijk rustte met zijn leger uit in Donauwörth, waar een burcht de oversteek van de Donau controleerde. Haar man en het leger trokken verder. Maria en de Beierse hofhouding bleven in Donauwörth. 
Volgens de verhalen zond Maria twee brieven naar haar man om hem te overtuigen terug te keren naar Donauwörth, omdat zij er zich verlaten voelde. Eén brief ging naar Lodewijk, de andere naar een ridder. De brieven werden verwisseld en Lodewijk meende dat Maria een affaire had. Woest keerde hij terug naar Donauwörth. Daar onthoofdde hij zijn vrouw, smeet haar twee hofdames over de kasteelmuren en liet de burggraaf doden omdat hij Maria niet wilde onthoofden. Lodewijks bijnaam 'de Strenge' is het directe gevolg van deze gebeurtenissen.
Lodewijk kreeg wroeging en vroeg paus Alexander IV om raad. De paus liet hem de keuze: ofwel op kruistocht gaan ofwel een klooster bouwen. Lodewijk koos voor het laatste en stichtte de Cisterciënzerabdij van Fürstenfeldbruck. Lodewijk huwde nadien nog tweemaal.

## Praalgraf
Maria's praalgraf bevindt zich in de Heilig Kruiskerk in Donauwörth; dit was ten tijde van Maria een klooster van Benedictinessen. Haar twee hofdames hebben er een gedenkplaat.

## In de literatuur
Het tragische verhaal is mondeling overgeleverd door minstrelen en vormt het thema van talrijke ballades en gedichten.
Friedrich Bruckbräu maakte er begin 19e eeuw een toneelstuk in vijf akten van. In Donauwörth worden regelmatig theaterstukken gespeeld waar de intriges en misverstanden rond Maria van Brabant het onderwerp uitmaken. 

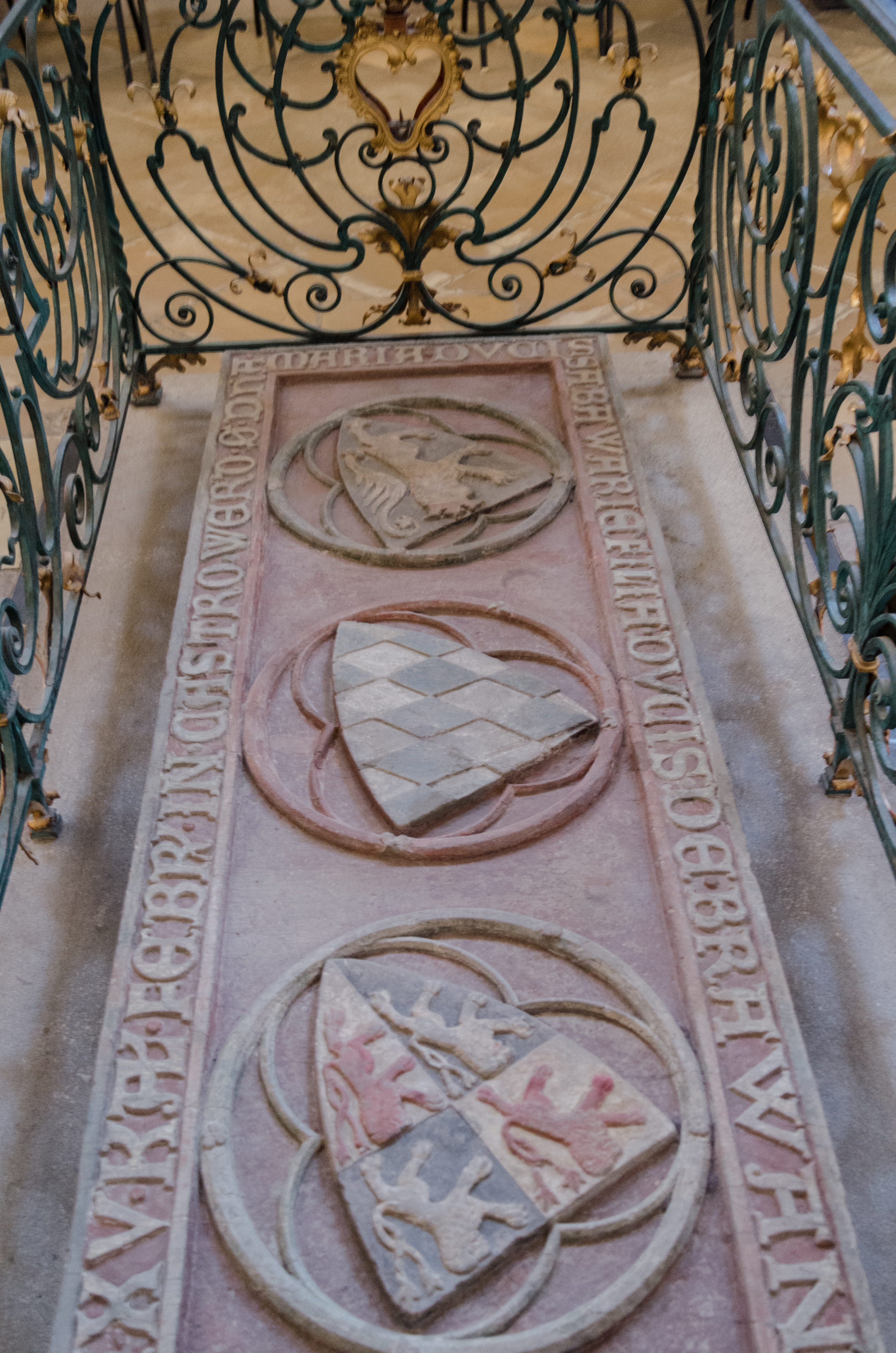
Epitaaf van Maria van Brabant in Donauwörth (Heilig Kruiskerk)
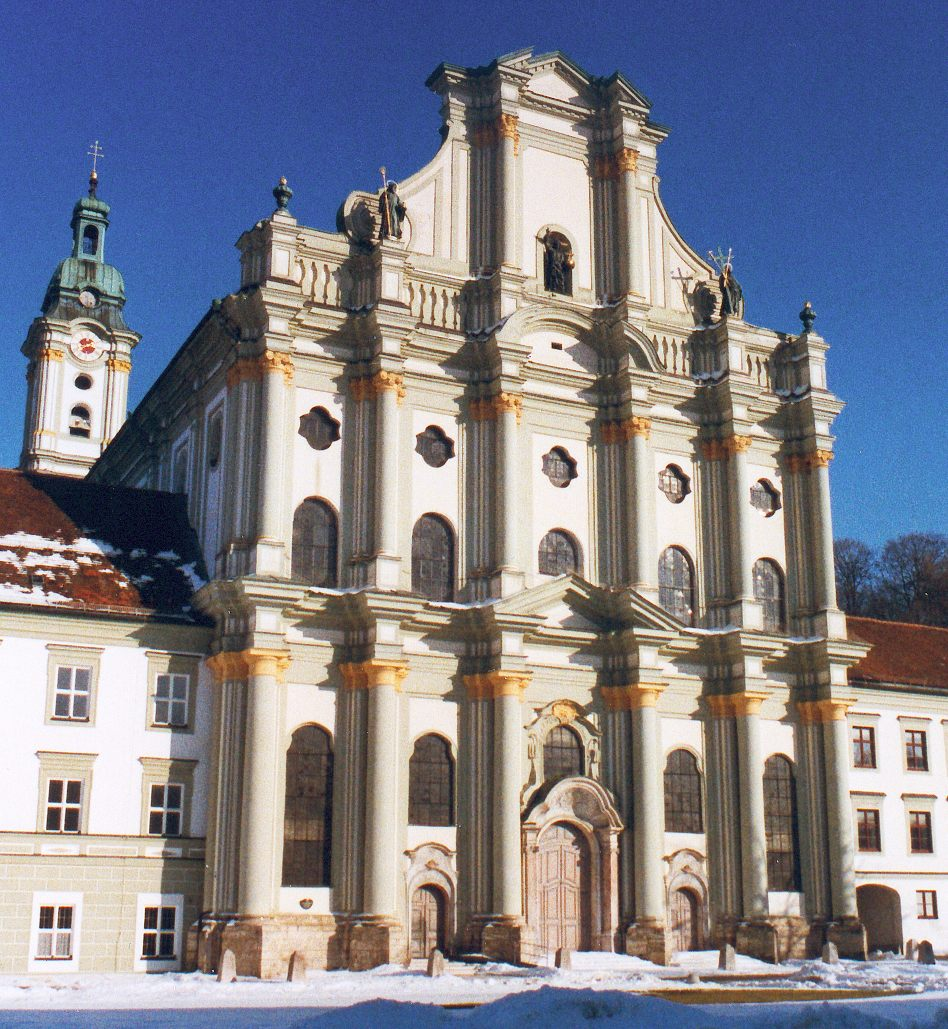
Abdij van Fürstenfeldbruck gesticht door Lodewijk II (Mariakerk)